# Max Bodenstein
Pour les articles homonymes, voir Bodenstein.
Max Ernst August Bodenstein (né le 15 juillet 1871 à Magdebourg et décédé le 3 septembre 1942 à Berlin) est un physicien allemand.

## Biographie
Il est considéré comme le fondateur de la cinétique chimique, et c'est en effectuant de nombreuses expérimentations qu'il put énoncer l'approximation des états quasi stationnaires (AEQS). Cette approximation consiste à pouvoir négliger les variations (au cours du temps) des concentrations des intermédiaires réactionnels présents dans la décomposition d'une réaction chimique en actes élémentaires. L'AEQS permet, avec la loi d'Arrhenius d'exprimer les énergies d'activation et les constantes de vitesses pour des réactions dont on connait une décomposition validée par l'expérience.
On lui doit aussi l'introduction du nombre de Bodenstein, utilisé en cinétique chimique des actes réactionnels.